# Achille Peri
Pour les articles homonymes, voir Peri.
Achille Peri (Reggio d'Émilie, le 20 décembre 1812 - Reggio d'Émilie, le 28 mars 1880) est un compositeur et chef d'orchestre italien, surtout connu par ses opéras, fortement influencés par la musique de Giuseppe Verdi.

## Biographie
Peri a commencé sa formation musicale dans sa ville natale, avant de se lancer dans de nouvelles études à Paris avec Michele Carafa. Il a fondé à Paris une compagnie d'opéra itinérante, mais est retourné en Italie après avoir échoué. Il a commencé à travailler en tant que directeur du Théâtre Communal de Reggio d'Émilie, où son premier opéra, Il solitario, a été donné le 29 mars 1841. Le troisième ouvrage, Dirce, a été le premier à atteindre un grand succès en Italie. Il a été suivi par une de ses compositions les plus populaires, Tancreda, qui a été créé au Teatro Carlo-Felice de Gênes en 1847 et a ensuite été donné, entre autres, au Teatro Regio de Parme et au Teatro Comunale de Bologne (1854). Parmi ses autres succès I fidanzati  (1856, Teatro Carlo-Felice), Vittor Pisani (en 1857, Reggio Emilia), et Judith (1860, Théâtre de la Scala). En plus des opéras, il a écrit une petite quantité de musique sacrée.
Son nom a été donné au Conservatoire de Reggio d'Émilie.

## Compositions

### Opéras
- Una visita a Bedlam, opérette, sur un livret de Eugène Scribe et Delestre-Poirson Marseille, 1839
- Il solitario, opera seria in due atti, sur un livret de Calisto Bassi (it), Reggio d'Émilie, Teatro Comunale, 29 mai 1841
- Ester d'Engaddi, dramma tragico in tre atti, sur un livret de Salvatore Cammarano, Parme, Teatro Regio et, en même temps, Reggio d'Émilie, Teatro Comunale, 19 février 1843
- Dirce, tragedia lirica in tre atti, sur un livret de Jean-Paul-Égide Martini, Reggio d'Émilie, Teatro Comunale, mai 1843
- Tancreda, dramma lirico in tre atti, sur un livret de Francesco Guidi, Gênes, Teatro Carlo-Felice, 26 décembre 1847
- Orfano e diavolo, melodramma comico in tre atti, Reggio d'Émilie, Teatro Comunale, 26 décembre 1854
- I fidanzati, melodramma in tre atti, sur un livret de Francesco Maria Piave, Gênes, Teatro Carlo-Felice, 7 février 1856
- Vittor Pisani, melodramma in tre atti, sur un livret de Francesco Maria Piave, Reggio d'Émilie, Teatro Comunitativo, 21 avril 1857
- Giuditta, melodramma biblico in tre atti, sur un livret de Marco Marcelliano Marcello, Milan, la Scala, 26 mars 1860
- L'espiazione, opera seria in tre atti, sur un livret de Temistocle Solera, Milan, la Scala, 7 février 1861
- Rienzi, opera seria in tre atti, sur un livret de Francesco Maria Piave, Milan, la Scala, 26 décembre 1862

### Musique sacrée
- De profundis, per coro a quattro voci e organo
- Salve regina, per coro

### Chant et piano
- Il pianto, arietta
- Sotto il salice piangente, romanza
- Te pur mia vita, romanza
- Torquato Tasso alla tomba di Eleonora, romanza
- L'addio della giovine nizzarda, scena e aria

### Musique pour le piano
- Armonie originali
- Buon augurio, valzer
- Farfalla, capriccio
- Gran valzer fantastico
- Mazzetto di fiori, notturno
- Mie veglie, sonata
- Rimembranze di Milano, mazurka da concerto
- Un saluto a Napoli, tarantella
- Ricreamento moderno ed utile: nuove suonatine precedute da esercizi, per pianoforte a quattro mani

### Musique de chambre
- Quatuor à cordes
- Quintette pour 2 violons, alto et deux violoncelles

## Source de la traduction
- (it) Cet article est partiellement ou en totalité issu de l’article de Wikipédia en italien intitulé « Achille Peri » (voir la liste des auteurs).